# Ferdinando Galiani

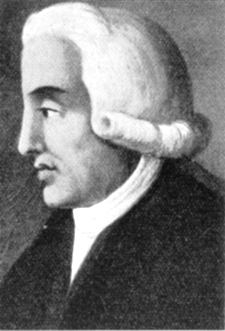
Ferdinando Galiani

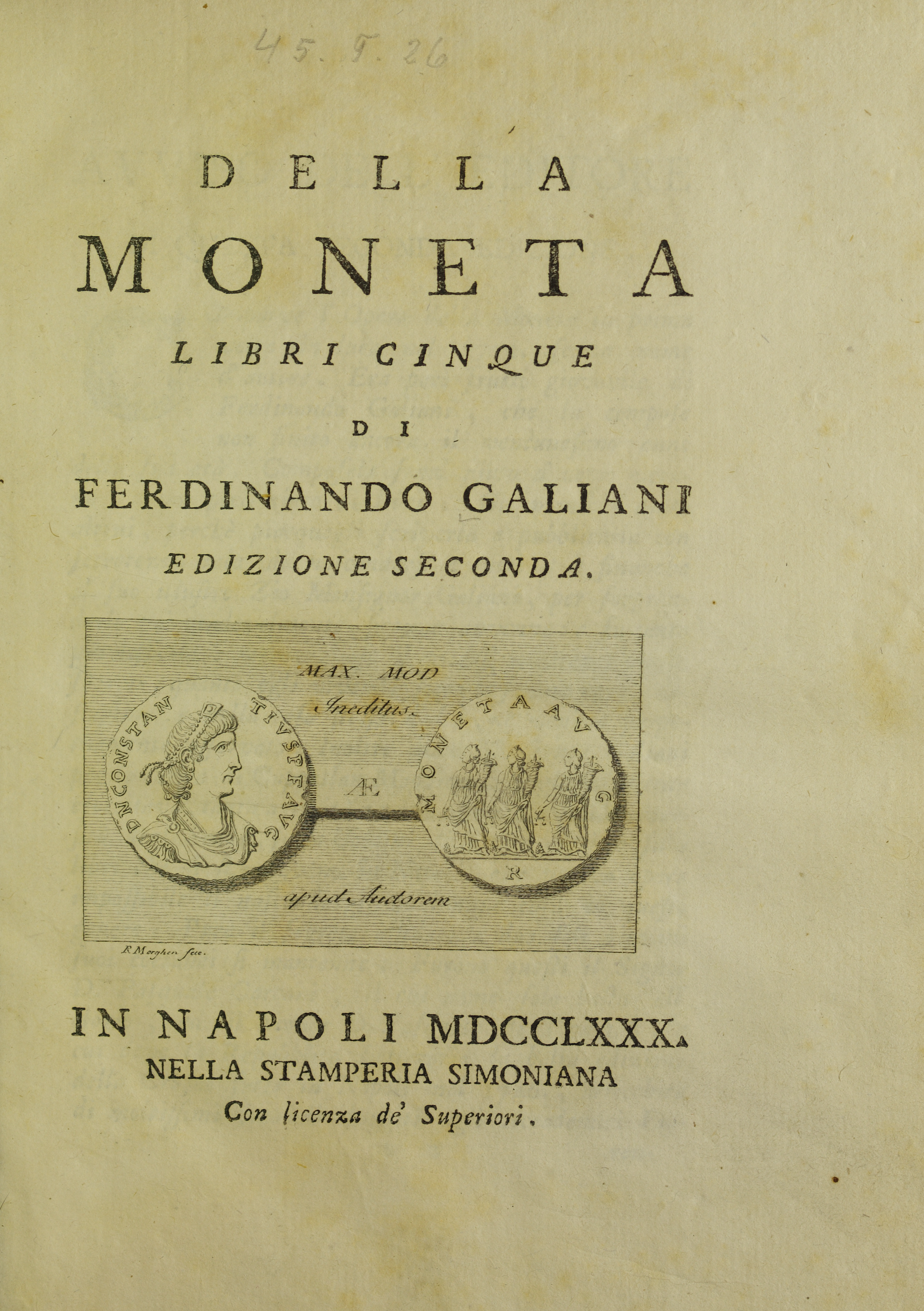
Della moneta, 1780

Ferdinando Galiani (Chieti, Reino de Nápoles, 2 de dezembro de 1728 – Nápoles, Reino de Nápoles, 30 de outubro de 1787) foi um economista italiano, uma figura italiana de destaque do Iluminismo. Friedrich Nietzsche referiu-se a ele como "uma inteligência mais fastidiosa e refinada" e "o homem mais profundo, perspicaz e talvez também o mais imundo de seu século".

## Biografia
Nascido em Chieti, ele foi cuidadosamente educado por seu tio, Monsenhor Celestino Galiani, em Nápoles e Roma com a intenção de entrar para a igreja. Galiani mostrou-se promissor como economista, e ainda mais como espirituoso. Aos vinte e dois anos, depois de receber ordens, ele havia produzido duas obras pelas quais seu nome se tornou amplamente conhecido muito além dos limites de Nápoles. A primeira, Della Moneta, uma dissertação sobre cunhagem na qual ele se mostra um forte defensor do mercantilismo, lida com muitos aspectos da questão da troca, mas sempre com uma referência especial ao estado de confusão então apresentado pelo sistema monetário do governo napolitano.
O outro, Raccolta in Morte del Boia, estabeleceu sua fama como humorista e foi muito popular nos círculos literários italianos no final do século XVIII. Neste volume, Galiani parodiou, em uma série de discursos sobre a morte do carrasco público, os estilos dos escritores napolitanos da época. O conhecimento político e as qualidades sociais de Galiani o levaram à atenção do rei Carlos de Nápoles e Sicília (depois Carlos III da Espanha) e seu ministro liberal Bernardo Tanucci, e em 1759 Galiani foi nomeado secretário da embaixada napolitana em Paris. Ele ocupou este cargo por dez anos, quando retornou a Nápoles e foi nomeado conselheiro do tribunal de comércio e, em 1777, administrador dos domínios reais.
As obras publicadas de Galiani se concentram na área das humanidades, bem como nas ciências sociais. Ele deixou um grande número de cartas que não são apenas de interesse biográfico, mas também são importantes pela luz que lançam sobre as características sociais, econômicas e políticas da Europa do século XVIII. Sua reputação econômica deveu-se principalmente ao seu livro escrito em francês e publicado em 1769 em Paris, a saber, seus Dialogues sur le commerce des bleds, "Diálogos sobre o comércio de trigo". Esta obra, por seu estilo leve e agradável, e sua sagacidade vivaz, encantou Voltaire, que a descreveu como um cruzamento entre Platão e Molière. O autor, diz Giuseppe Pecchio, tratou seu assunto árido como Fontenelle tratou os vórtices de Descartes, ou Algarotti o sistema newtoniano do mundo. A questão em pauta era a da liberdade do comércio de milho, então muito agitada, e, em particular, a política do édito real de 1764, que permitia a exportação de grãos desde que o preço não atingisse um certo nível. O princípio geral que ele mantém é que o melhor sistema em relação a esse comércio é não ter sistema algum — países em circunstâncias diferentes requerem, segundo ele, diferentes modos de tratamento. Similarmente a Voltaire e até mesmo Pietro Verri, ele sustentava que um país não pode ganhar sem que outro perca, e em seu tratado anterior defendeu a ação dos governos na desvalorização da moeda. Até sua morte em Nápoles, Galiani manteve correspondência com seus velhos amigos parisienses, notavelmente Louise d'Épinay; isso foi publicado em 1818.
Ver L'abate Galiani, de Alberto Marghieri (1878), e sua correspondência com Tanucci em L'Archivio storico de Giampietro Vieusseux (Florença, 1878).

## Obras publicadas

### Della moneta
Em 1751, enquanto ainda era estudante, Galiani escreveu um livro intitulado Della moneta que interveio no debate napolitano sobre a reforma econômica. Neste livro, ele discutiu política financeira e deu opiniões sobre como desenvolver a economia napolitana. Ao mesmo tempo, ele propôs uma teoria de valor baseada na utilidade e escassez; essa profundidade de pensamento sobre valor econômico não seria vista novamente até que as discussões sobre utilidade marginal se desenvolvessem na década de 1870. Além disso, o tratado de Galiani exibia ideias mercantilistas convencionais e algumas de suas recomendações foram adotadas pelo governo napolitano.
O Capítulo 1 do Livro I apresenta a história do dinheiro, bem como a ascensão e queda dos estados na antiguidade e nos tempos modernos. Usando exemplos históricos, Galiani ilustrou sua ideia de que o comércio foi negligenciado pelos governantes políticos ao longo de toda a história da humanidade. Os estados podiam enriquecer e crescer por meio da conquista; no entanto, eles não podiam aumentar seu poder, território e riqueza sem comércio.
No capítulo principal do livro, Galiani explicou que o valor do dinheiro em qualquer ponto do tempo derivava de princípios que faziam parte da própria natureza humana; o dinheiro definitivamente não era uma invenção humana pela qual as pessoas mudavam deliberadamente as sociedades em que viviam. O dinheiro era gerado naturalmente a partir da modificação gradual dos amores das pessoas em ideias sociais de valor que inspiravam a interação comercial. O dinheiro existe sem depender de promessas, confiança ou outra capacidade moral de autocontrole e o dinheiro não é criado por um acordo. Se essa situação fosse alterada, o comércio não poderia ser o centro das sociedades modernas.
Em Della moneta, Galiani descreveu constantemente os efeitos das ações humanas em termos de recompensas e punições providenciais. Ele usou o termo "providência" para reconciliar a dinâmica histórica do progresso comercial com um conjunto de regras morais fixas que estavam no cerne da interação humana bem-sucedida. Galiani apresentou quaisquer rejeições moralistas da formação natural de preços e da busca de lucro egoísta como reprovações à maneira como Deus pretendia que as sociedades humanas funcionassem. Mecanismos providenciais também estavam envolvidos na história do dinheiro, na ascensão e queda de estados tanto na antiguidade quanto na modernidade e regulavam o desenvolvimento de características culturais das sociedades dominantes ao longo do tempo. Ao longo da história, o homem constantemente remodelava as crenças morais fictícias, criando assim as pré-condições mentais para a sociedade comercial.

### Dialogues sur le commerce des bleds
Durante o período em que foi diplomata em Paris, Galiani escreveu Dialogues sur le commerce des bleds, que enfatizava a importância da regulamentação do comércio — um argumento que se opunha aos fisiocratas, que defendiam a liberdade completa. Este livro foi publicado em 1770 e Galiani indicou neste livro que há retornos crescentes para a manufatura e retornos decrescentes para a agricultura e a riqueza de uma nação depende da manufatura e do comércio. Embora aprovasse o decreto de 1764 que liberalizava o comércio de grãos, Galiani rejeitou grande parte da análise fisiocrática, notavelmente sua "teoria do valor da terra". Sua peça de 1770 também forneceu uma análise bastante moderna do balanço de pagamentos.
No Dialogues, Galiani descreveu que o trigo pode ser visto em dois aspectos diferentes. As distinções entre dois aspectos diferentes são importantes: como um produto da terra, o trigo pode ser considerado tanto comércio quanto legislação econômica. Como um produto de primeira necessidade, o trigo é um símbolo da ordem social e pertence à administração. Como Galiani colocou de forma esclarecedora, "Assim que o fornecimento [de trigo] é a preocupação da administração, ele não é mais um objeto de comércio". Correspondentemente, "É certo que o que é sensato e útil de um ponto de vista, torna-se absurdo e prejudicial de outro".
Galiani acreditava que há muitos choques na economia, que podem causar desequilíbrio e leva muito tempo para a restauração do equilíbrio. Ele pensava que algo em vez da lei natural precisava enfrentar o desafio e os choques. A administração lidava com os "movimentos repentinos" da economia, como a escassez no fornecimento de trigo. Em outras palavras, o legislador não podia deixar de considerar as restrições práticas de subsistência. A esse respeito, o déspota esclarecido fisiocrático governando consistentemente e independentemente as questões econômicas de acordo com as leis naturais não era suficiente para manter a ordem social.

## Atitude em relação aos fisiocratas
Galiani não só tinha brilhantismo teórico com sua ideia de leis "naturais" na economia, mas também era um homem prático, cético quanto ao alcance da teoria abstrata, particularmente quando a ação era necessária e urgente. Ele era repelido pelas políticas de olhos arregalados exigidas pelos fisiocratas, que ele acreditava serem irrealistas, impraticáveis e, em tempos de crise, totalmente perigosas.
Galiani discordava do argumento fisiocrata que dizia que, para fornecer um suprimento suficiente de grãos, bastava estabelecer um comércio completamente livre. De fato, o comércio exterior concordava com os fisiocratas que o livre comércio interno pode beneficiar a economia. No entanto, Galiani usou o caso da exportação para desafiar os fisiocratas. Em um ponto dos Diálogos, ele até declarou: "Aqui não estou falando sobre a liberdade interna de comércio... Vamos falar de comércio exterior" (Galiani 1770, 224-5). Enquanto os fisiocratas defendiam a liberdade total tanto interna quanto internacionalmente, Galiani acreditava que a liberdade interna era a primeira prioridade. Embora não fosse totalmente contra a exportação de grãos, Galiani frequentemente condenava a liberdade fisiocrática de exportar grãos. Precisamente, ele argumentava que o comércio exterior pode ameaçar a liberdade doméstica, pois as províncias fronteiriças do reino podem achar os mercados estrangeiros mais atraentes do que os domésticos. Portanto, enquanto não houver certeza quanto à existência de um excedente permanente, Galiani alegou que a nação deve concentrar seus esforços na circulação interna de grãos.
Para ele, os fisiocratas eram um grupo perigoso de homens impraticáveis com ideias erradas. Em 1768, quando a França entrou em colapso em uma quase fome, os fisiocratas ainda clamavam por "não ação", murmurando sobre sua ordre naturel e a gloriosa sabedoria de Quesnay, que galvanizou a realização de suas próprias contribuições notáveis em oposição.

## Obras
- Della moneta, 1750[9]
- Dialogues sur le commerce des bleds, 1770
- Doveri dei prìncipi neutrali, 1782